# Campionato europeo di canoa polo 2007
Il VII Campionato europeo di canoa polo si è tenuto a Thury-Harcourt in Francia dal 12 al 16 settembre 2007. Il torneo è stato vinto dai Paesi Bassi nella categoria maschile senior, dalla Germania nelle categorie femminile senior e femminile under 21, dalla Francia nella categoria maschile under 21.